# Дітковскіте Агнія Олегівна
А́гнія Оле́гівна Дітковскі́те (лит. Agnė Ditkovskytė; нар.11 травня 1988 Вільнюс) — російська акторка литовського походження.

## Життєпис
Народилася в сім'ї литовського режисера Олегаса Дітковскіса і російської акторки Тетяни Лютаєвої. До 2003 року жила в Литві, а в 2004 року з матір'ю і молодшим братом Доменіком переїхала до Росії. У Росії вступила у ВДІК, але пізніше пішла з першого курсу. 
Дебютувала як акторка у повнометражному фільмі «Спека», у якому виконала одну з головних ролей.
У 2010 році у парі з фігуристом Повіласом Ванагасом брала участь у проєкті Першого каналу «Льод і полум'я». 
У 2015 році у парі з танцюристом Євгеном Раєвим взяла участь у дев'ятому сезоні шоу телеканалу «Росія» «Танцы со звездами».

## Особисте життя
У 2006 році на зніманнях фільму «Спека» почала зустрічатись з актором Олексієм Чадовим. 24 серпня 2012 року одружилася. 5 червня 2014 року народила сина Федора. 2 травня 2015 року пара розлучилася.  
16 квітня 2017 року народила другу дитину. 
Влітку 2021 року одружилася з бізнесменом Богданом Панченком. 3 листопада 2021 року народила третю дитину.
Проживає у Москві.

## Фільмографія
- 2006 — «Спека» Настя
- 2006 — «Знаки кохання» Лукреція
- 2006 — «Іван Подушкін. Джентльмен розшуку» Галя
- 2006 — «Смерть за заповітом» Герда
- 2008 — «Осінній вальс» головна роль
- 2008 — «Альпініст» Марина
- 2008 — «Ділки. Бути разом» Ліка, співачка-початківиця
- 2008 — «Крила ангела» Вероніка
- 2009 — «Відторгнення» Белла
- 2009 — «На грі» Лена
- 2009 — «Дві історії про кохання»
- 2010 — «На грі: Новий рівень» Лена
- 2010 — "Робінзон" Наташа Робертсон
- 2011 — "Борис Годунов" Марина Мнішек
- 2011 — "Гаряче серце" Христина
- 2011 — "Тільки ти" Ольга Бєглова
- 2012 — "З Новим роком, мами!" Віка
- 2013 — "Агент" Настя
- 2013 — "Справа честі" Ольга
- 2013 — "Клянемося захищати" Вероніка
- 2013 — "Зозуля" Вероніка Крусс
- 2013 —"Острів везіння" Даша
- 2013 — "Продавець іграшок" Наталі
- 2013 — "Sex, кава, цигарки" кілерка
- 2014 — «Вій» Настуся, відьма
- 2014 — "Гетери майора Соколова" Едіт
- 2015 — "Сімейний бізнес" Оксана
- 2016 — "Танці на смерть" Зебра
- 2017 — "Остання стаття журналіста" Поліна
- 2018 — "Доктор Преображенський" Марина
- 2021 — "Мажор" Зоя
- 2021 — "За годину до світанку" Тетяна («Кукла»), медсестра
- 2022 — "Гардемарини 1787. Мир" Олександра Бєлова
- 2022 — "Гардемарини 1787. Війна" Олександра Бєлова